# Auricher Wall

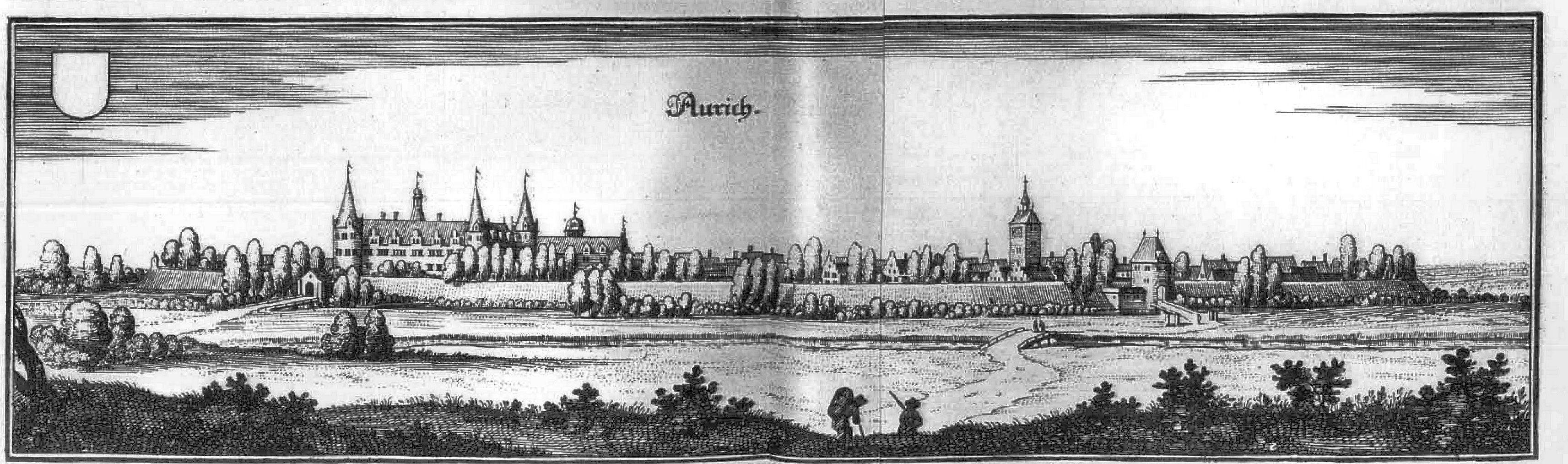
Aurich. Ansicht von Matthäus Merian aus dem Jahre 1632.

Der Auricher Wall ist die frühneuzeitliche Stadtbefestigung der ostfriesischen Kreisstadt Aurich (Landkreis Aurich, Niedersachsen) und in seinen erhaltenen Teilen heute eine Naherholungs- und Grünanlage sowie ein Naturdenkmal. Die Ursprünge der Anlage gehen auf das 15. Jahrhundert zurück.

## Baubeschreibung

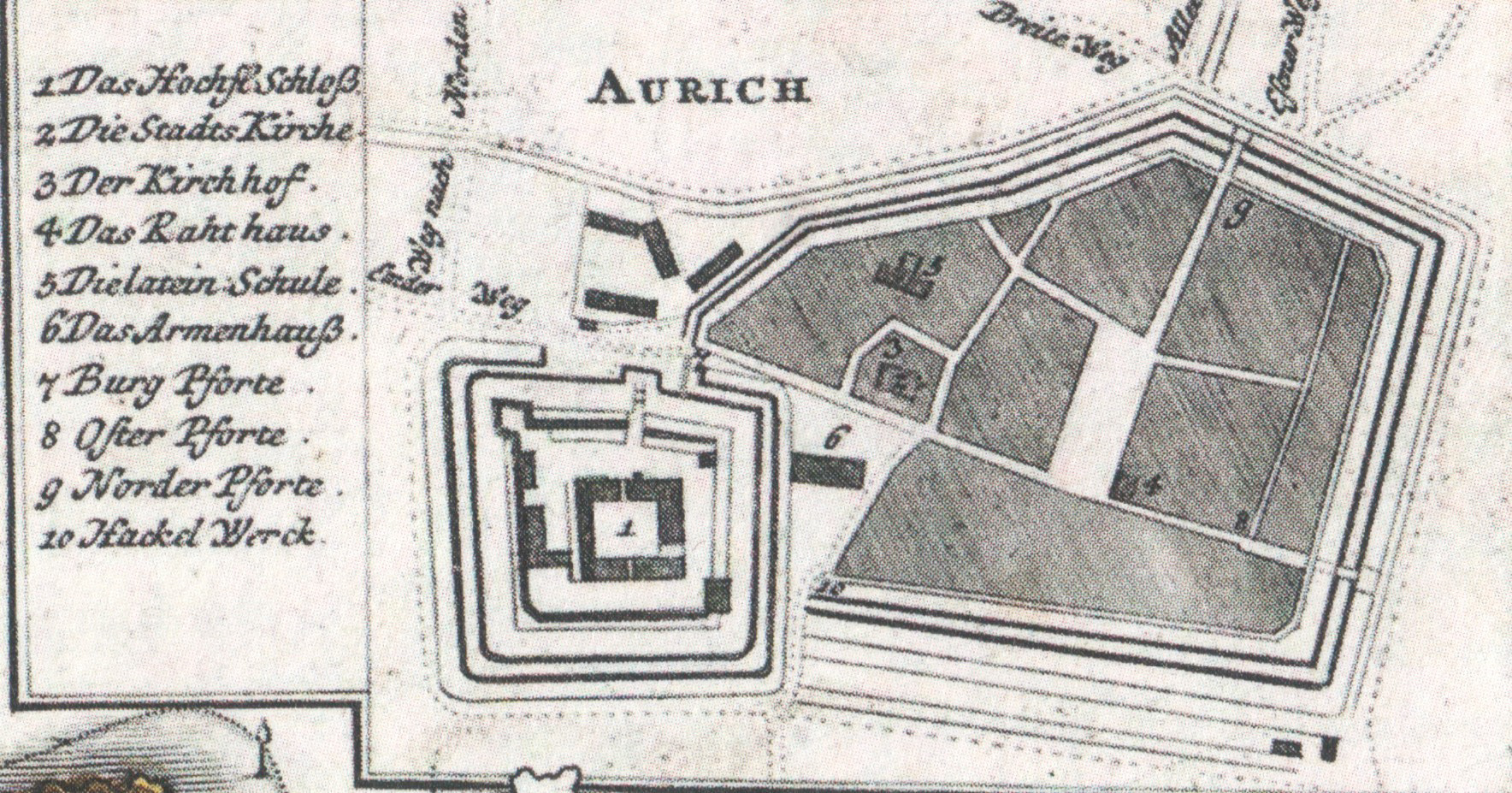
Plan der Stadt Aurich um 1730. Ausschnitt aus der Karte Tabula Frisiae Orientalis von Ehrenreich Gerhard Coldewey.

In ihrer letzten Ausbaustufe bestanden die Verteidigungsanlagen der Stadt aus einem Wall und zwei vorgelagerten Gräben. Diese umfassten sowohl das Stadtgebiet als auch die landesherrliche Burg. Das Stadtgebiet wurde von drei Wällen eingefasst, dem Hakelwerks- (Am 21. April 1744 anlässlich seines Besuchs und zu Ehren König Georg V. von Hannover in Georgswall umbenannt), Neustädter- (auch: Mühlenwall) und Nürnburgerwall vorgelagert waren.
Der innere Graben wurde direkt am Wall ausgehoben. Vor ihm lag der Zingel, der ebenfalls mit Befestigungsanlagen versehen war und der seinerseits von dem äußeren Graben geschützt wurde. Der innere Graben mündete an den Enden des Hakelwerks- und des Nürnburgerwalls in den Burggraben und auch der äußere Wall war wahrscheinlich mit dem Grabensystem der Burg verbunden.
Insgesamt gab es vier Toranlagen mit Zugbrücken, die den Zugang zur Stadt ermöglichten. Es waren dies das Oster-, Norder-, Hakelwerks- und das Burgtor (Auch Hadewigs- oder wegen seiner Schiefereindeckung (vgl. Leybucht) Leytor genannt). Oster-, Norder- und Burgtor waren zweistöckige, mit dickem Mauerwerk gesicherte Gebäude. Das ostfriesische Hofgericht hatte seinen Sitz zeitweise im Obergeschoss des Burgtores.

## Geschichte

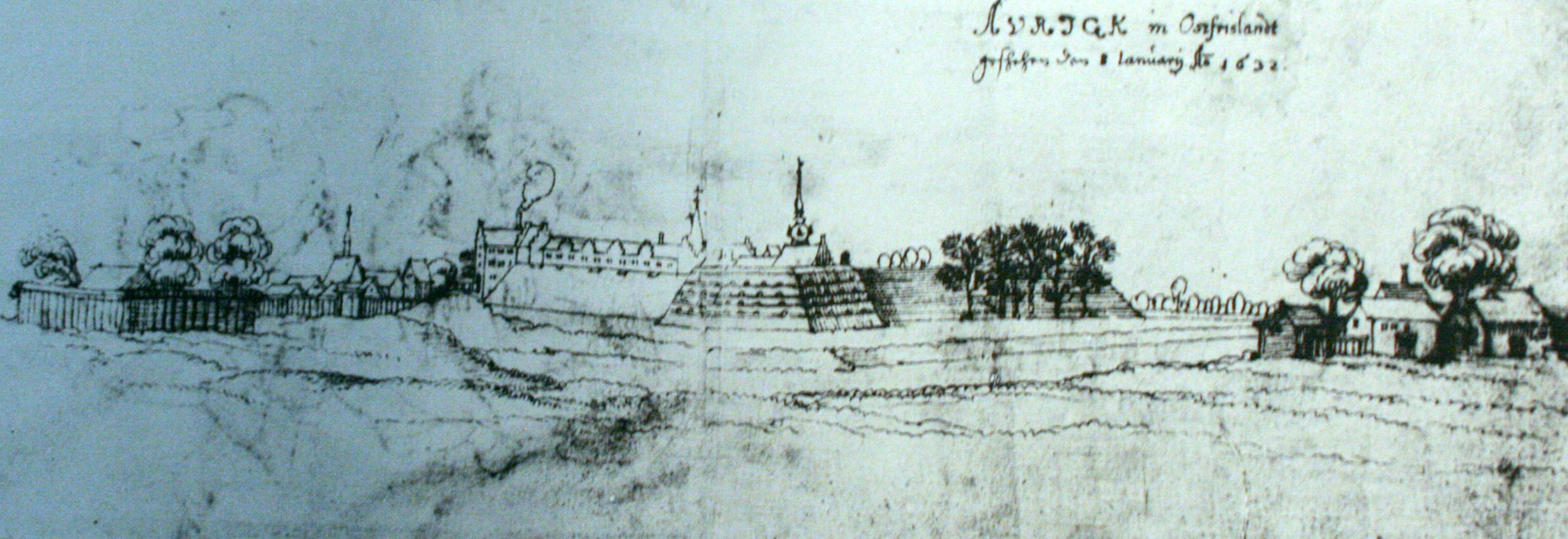
Aurich um 1632

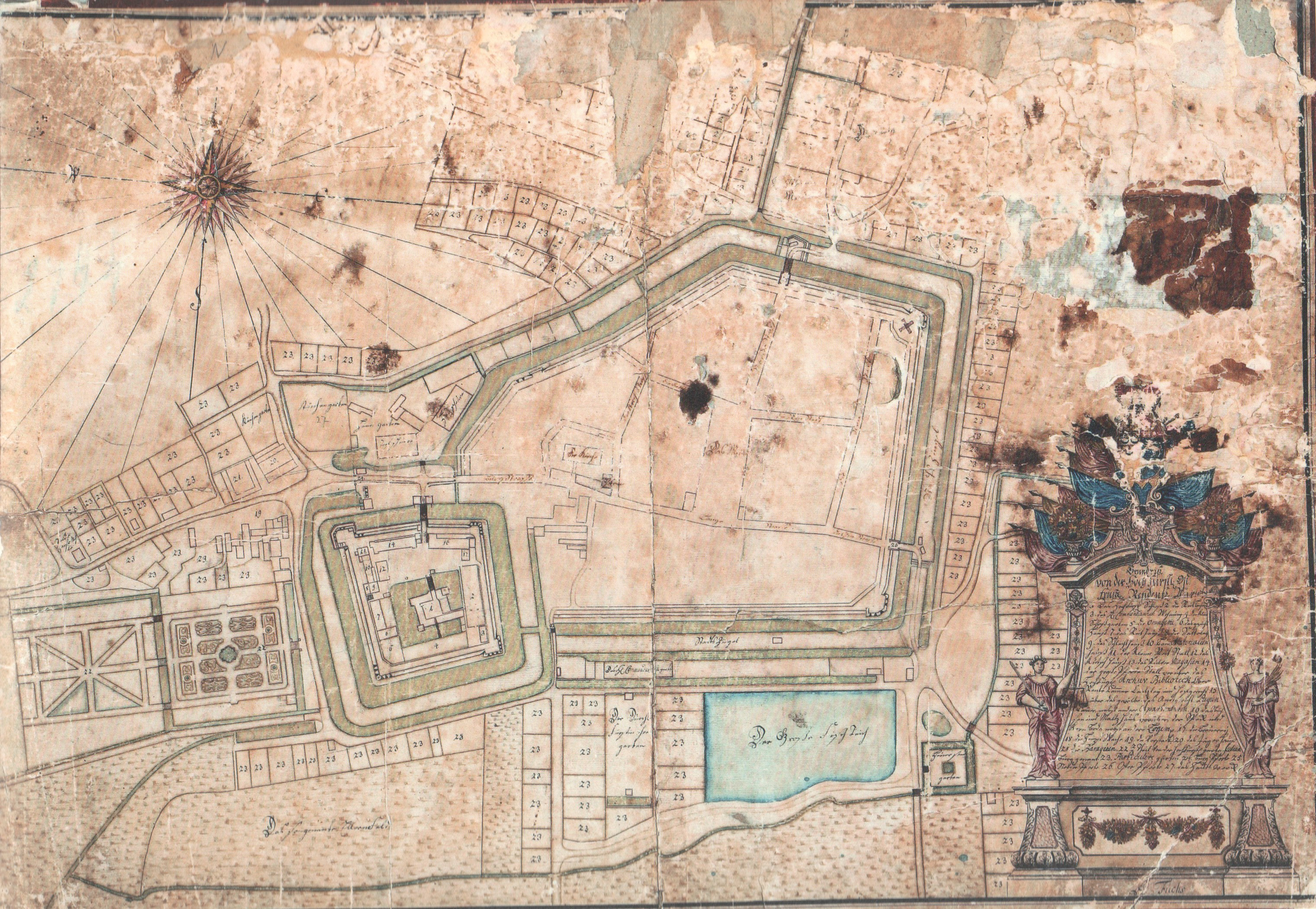
A. Fuchs: Grundriss von der Hochfürstlichen Residenz Aurich (1740).

Die älteste Verteidigungsanlage in Aurich war die Burg der Häuptlingsfamilie tom Brok. Dabei handelte es sich vermutlich um einen mehrgeschossigen Wohnturm aus Backstein in Form eines friesischen Steinhauses. Dieses stand mit großer Sicherheit auf dem Grundstück des heutigen Hotel am Schloss (bis 2012: Piqueurhof).
Nach der Schlacht auf den Wilden Äckern übernahm Focko Ukena die Herrschaftsgebiete der tom Brok, mit ihnen erhielt er Aurich und das Auricherland. Er versuchte, seine Herrschaft zu festigen und ließ Stadt und Burg mit Wällen und Gräben umgeben. Im Osten legte er zudem ein Bollwerk an, an das der Straßenname Fockenbollwerkstraße bis heute erinnert. Fortan bewohnten sein Sohn Udo und dessen Frau Hima Itzinga aus Norden das Steinhaus. Um 1430 schleiften die Gegner Focko Ukenas, die im Freiheitsbund der Sieben Ostfrieslande unter der Leitung des Häuptlingsgeschlechts der Cirksena vereint waren, die Burg im Ringen um die Vorherrschaft in Ostfriesland. Heute ist von ihr nichts mehr erhalten. Bei Ausgrabungen im Jahre 1986 wurden Reste von Gräben, Mauerwerk, Steinpflasterungen und einer Brandschicht, in der sich Eisengerätschaften und Schlacke befanden, gefunden.
Die Cirksena ließen im Jahre 1447 gegenüber der alten Burg eine neue Burg errichten, die sie später zu einem Schloss ausbauten. Von einzelnen Veränderungen abgesehen hatte diese Burg bis 1852 Bestand.
Nachdem die Stadt während der Sächsischen Fehde durch einen Brand nahezu vollständig zerstört worden war, ließ Graf Edzard I. die Stadt planmäßig neu errichten. Sein Sohn Enno II. umgab den Ort bald nach 1529 mit einer stärkeren Befestigung. Eine weitere Verstärkung erfuhren die Verteidigungsanlagen im Jahre 1644, als hessische Truppen Ostfriesland zur Zeit des Dreißigjährigen Krieges besetzten und auf Aurich zumarschierten.
Über Jahrhunderte beschränkte sich die Stadt im Wesentlichen auf den dichtbesiedelten Stadtkern, der von den drei Wällen begrenzt wurde.
Im Verlauf des 17. und 18. Jahrhunderts verloren die Verteidigungsanlagen zunehmend an Bedeutung. Sie verfielen immer mehr. In dieser Zeit ließ der Magistrat die Stadttore abbrechen. Zunächst verschwand wohl das im Süden gelegene kleine Hakelwerkstor. Es folgten um 1700 das Burgtor, 1788 das Nordertor und das Ostertor 1806. An der Stelle des alten Burgtores standen bereits die Pfeiler der Eingangspforte des früheren fürstlichen Lustgartens Julianenburg.
Am 25. Mai 1744 starb Carl Edzard, der letzte ostfriesische Fürst aus dem Hause Cirksena. König Friedrich II. von Preußen machte daraufhin sein Nachfolgerecht geltend, das in der Emder Konvention geregelt war. Er ließ Aurich von Emden ausgehend am 7. Juni 1744 ohne Widerstand von 500 preußischen Soldaten besetzen, worauf am 23. Juni das Land der preußischen Krone huldigte. Die Landeshauptstadt Aurich blieb Sitz der Landesbehörden, erhielt eine Kriegs- und Domänenkammer und wurde Regierungshauptstadt der nun preußischen Provinz Ostfriesland.
Die neuen Machthaber ermahnten den Auricher Magistrat in der Folge Stadtverwaltung mehrfach, die Wälle wieder instand zu setzen oder planieren zu lassen. Zudem sollten sie dafür Sorge tragen, dass die Haus- und Gartenanlieger die Wälle mit Linden und Kastanien bepflanzen. Schließlich verpachtete die Stadt das auf den Wällen wachsende Gras im Jahre 1744 in vier Abschnitten an Privatpersonen.
Um 1800 hatten die Wallanlagen größtenteils noch nahezu ihre alte Höhe, waren aber schon mit Bäumen bepflanzt.

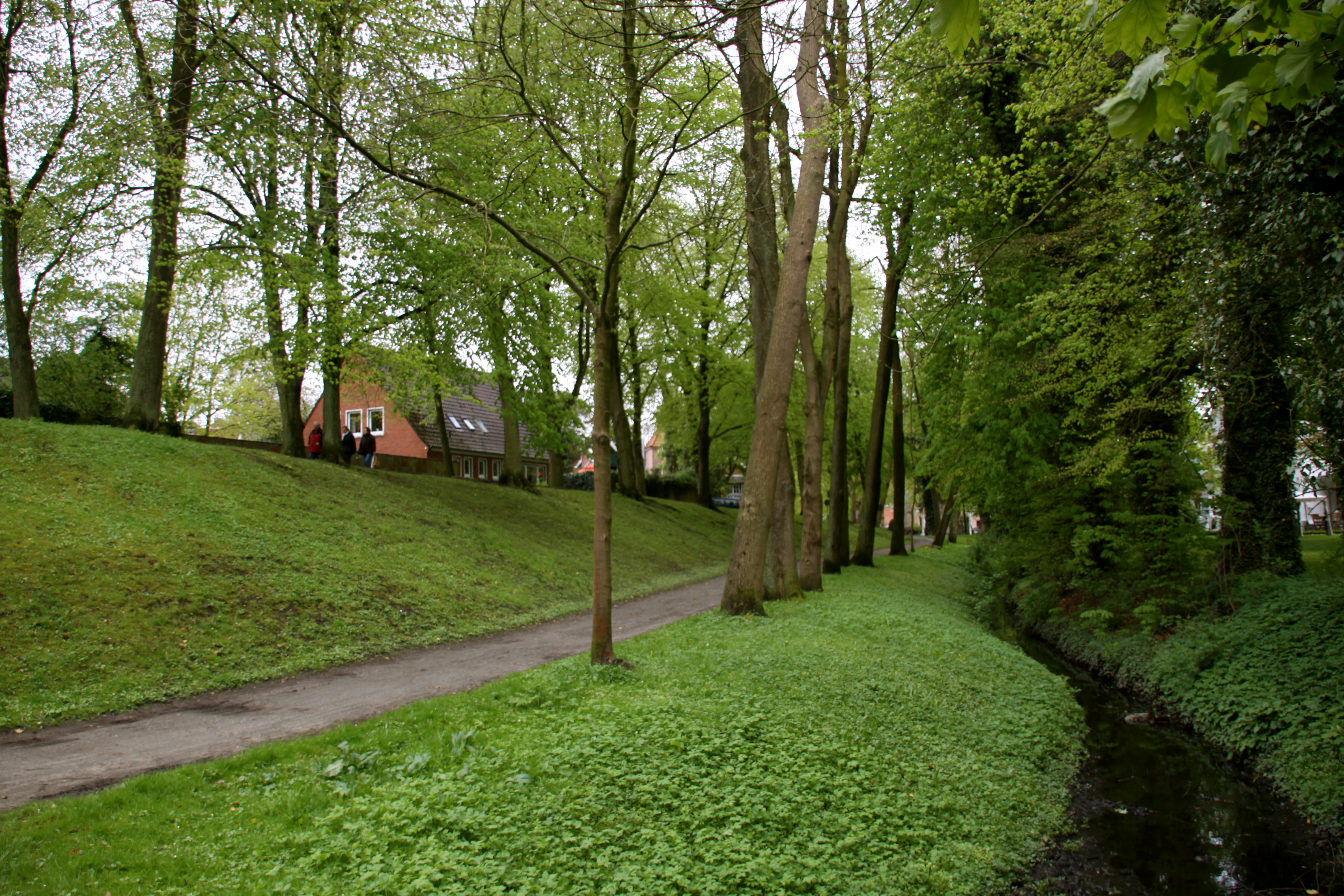
Die Wallanlagen in Aurich im Jahre 2010.

Heute sind die alten Stadtgräben größtenteils verrohrt. Von den Wällen blieben lediglich der Nürnburger- und der kleine Mühlenwall (heutiger Name: Hoher Wall) als Promenaden in nicht ganz ursprünglicher Höhe erhalten.
Von den einstigen Verteidigungsanlagen der Stadt blieb auch der so genannte Schneckenhügel am Schloss erhalten. Er war einst eine Schanze der Burgbefestigung. Unmittelbar daneben befindet sich ein Rest des ehemaligen Burggrabens.
Der Große Mühlenwall (Neustädter Wall) ist komplett verschwunden. Ebenso nahezu auch der Georgswall, von dem nur eine ebene Fläche übrig blieb. Auf dieser ließ die Stadt den Verlauf der ursprünglichen Wallanlage mit einer Grünfläche städtebaulich markieren. An beide erinnern die Straßennamen Große Mühlenwallstraße sowie Georgswall.
Den erhaltenen Teil des Walls ließ die Stadt Aurich in den Jahren 2014/15 umgestalten. Ziel der Maßnahme war die „Verbesserung der Funktionalität von Fuß- und Radwegen, die Verbesserung der Erlebbarkeit des Wallgrabens und die Aufwertung des Zingelbereichs, der Grünanlage östlich der Von-Jhering-Straße“. Insgesamt investierte die Stadt dafür etwa 1,85 Millionen Euro.